# Danica Roem
Danica Roem (født 30. september 1984) er en amerikansk journalist og politiker. I 2017 blev hun den første transperson til at blive valgt til Virginia House of Delegates for det demokratiske parti.